# Estigmene scita
Estigmene scita är en fjärilsart som beskrevs av Walker 1864. Estigmene scita ingår i släktet Estigmene och familjen björnspinnare. Inga underarter finns listade i Catalogue of Life.